# L'Invention de la poudre
Pour plus de détails, voir Fiche technique et Distribution.
L'Invention de la poudre est un film muet français réalisé par Louis Feuillade, sorti en 1908.

## Fiche technique
- Titre : L'Invention de la poudre
- Réalisation : Louis Feuillade
- Scénario :
- Société de production : Société des Etablissements L. Gaumont
- Pays de production :  France
- Format : Noir et blanc — 35 mm — 1,33:1 — Muet
- Genre : Comédie
- Métrage :
- Date de sortie : 
  - France : 1907

## Distribution
- Alice Tissot
- Henri Gallet